# Ochotona hoffmanni
Ochotona hoffmanni (пискуха Гоффманна) — вид Зайцеподібних ссавців родини Пискухові (Ochotonidae).

## Поширення
Відомо лише дві невеликі популяції виду — гори Баян-Улан в Монголії та хребет Ермана в Забайкальському краї Росії.

## Опис
Невеликий гризун завдовжки 12,5-13 см та вагою 70-300 г.

## Спосіб життя
Живе на субальпійських луках.